# 曲面鏡

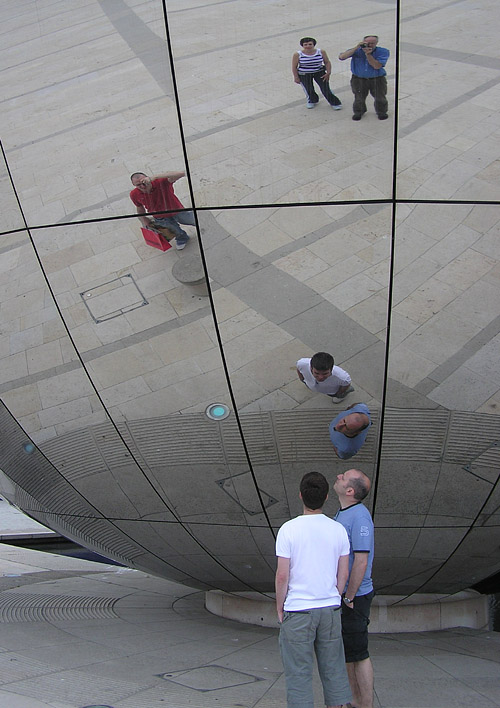
球面鏡的反射，攝影師的影像出現在頂端。

曲面鏡是以曲面反射光線的鏡子，分為凸面镜（向外凸出）和凹面镜（向內下陷）。多數彎曲鏡子的表面形狀是球面的一部分，但是也有採用其它形狀的光學設備。最常見的非球面形狀是拋物面反射鏡。

## 凸面鏡

一個凸面鏡的圖解，顯示出焦點、焦距、曲率中心、主軸等等。

凸面鏡或發散鏡是將光線由表面朝向光源反射的曲面鏡。這種鏡子只能形成虛像，因為焦點 F和曲率中心2F兩者都是在鏡面內側，實際上並不存在的虛點。
準直（平行）的一束光線被凸面鏡反射後會發散，因為鏡子表面每個點的法線是不同方向的。

### 影像
影像永遠是虛像（光線沒有真正的穿過影像）、縮小的（較小）正像。這個特色使凸面鏡非常有用：在鏡子上的一切看起來都變小，所以可以將影像「壓縮」，比平面鏡涵蓋更大的視場。在汽車上的乘客側鏡就是典型的凸面鏡。在一些國家，這些鏡子還需要標示安全警示：「實際的物體比所見的更為接近」，以提醒駕駛凸面鏡的扭曲對距離判斷所造成的影響。

## 凹面鏡

一個凹面鏡的圖解，顯示出焦點、焦距、曲率中心、主軸等等。

凹面鏡或匯聚鏡會將反射的光線向內偏折（永遠朝向入射光源）。不同於凸面鏡，凹面鏡會因為物體與鏡面本身距離的不同，而呈現不同的影像。
這種鏡面稱為"匯聚"，因為它們傾向將射至表面的光線收集起來，平行入射的光線將會被重新聚集在焦點上，這也是因為表面每個點的法線方向不同，光線以不同的角度反射。

### 影像
註：此處S表示物體與鏡面的距離。
- 當 {\displaystyle S<F}，影像是：
  - 虛像
  - 正立
  - 放大（比實物大）

- 當 {\displaystyle S=F}，影像形成在無窮遠處（∞）。
  - 注意反射的光線是彼此互相平行不會交會。在這種情況下，沒有影像可以形成，或是影像形成在無窮遠處。

- 當 {\displaystyle F<S<2F}，影像是：
  - 實像
  - 反像（倒像）
  - 放大（比實物大）

- 當 {\displaystyle S=2F}，影像是：
  - 實像
  - 反像（倒像）
  - 一樣大小

- 當 {\displaystyle S>2F}，影像是：
  - 實像
  - 反像（倒像）
  - 縮小的（比較小）

## 鏡子的形狀
多數的曲面鏡都是球面的外觀，因為這是最容易製作，也是最通用的形狀。但是球面鏡易产生球面像差，平行的光線反射後不能匯聚在單一的焦點上。平行的光線，例如來自非常遙遠目標的光，使用拋物面鏡可以獲得更好的效果，因為拋物面鏡匯聚的光點比球面鏡的更小。

## 球面鏡的數學論述
在數學的論述下，平軸近似，意味著以下的第一近似是將球面反射鏡當成拋物面反射鏡。一個球面的凹面反射鏡的球面反射鏡的光矩陣顯示如下：
{\displaystyle C}是矩陣的元素{\displaystyle -{\frac {1}{f}}}，此處
{\displaystyle f}是光學設計上的焦點。
方塊1和方塊3的特性是角度的和是π（180°），方塊2顯示Maclaurin系列第一階的弧長為{\displaystyle \arccos \left(-{\frac {r}{R}}\right)}。凸球面鏡導出的光矩陣和薄透鏡是非常相似的。

## 製鏡方程式和放大率
高斯成像公式描述 物距（{\displaystyle d_{o}}）和像距（{\displaystyle d_{i}}）到焦點（{\displaystyle f}）距離的關係。
{\displaystyle {\frac {1}{d_{o}}}+{\frac {1}{d_{i}}}={\frac {1}{f}}}
鏡子的放大率是像距的高除以物距的高。
{\displaystyle m=-{\frac {d_{i}}{d_{o}}}}
在這裡的負號只是一種慣例，只是單純的放在此處。使用上面這個公式時，如果放大率是正值，影像是正立的；放大率是負值，影像是反轉的（上下倒轉）。 
考慮一個凹面鏡，曲率半徑是30公分，一個10公分高的物體放在鏡子前面18公分的距離上。一束來自頂端（在光軸上方10公分）射向鏡心（光軸與鏡面的交點，或是鏡子的中心點）的光線將形成一個角度，被鏡面反射時會在光軸的另一面以和入射角相同的角度反射，請記住：入射角等於反射角。
第二束光線可以從物體的頂端畫向焦點並且會在光軸下方的鏡子表面的某一個點被反射。依照規則，通過焦點的光線被反射時會平行於光軸。這兩束反射光的交點，就是影像的頂點位置（成像的位置）。
影像的高度{\displaystyle h_{i}}和物體的高度{\displaystyle h_{o}}在大小上是不一樣的，但是可以考慮由早先所提及的這兩束光線所構成的直角三角形，同樣的，物體的距離{\displaystyle d_{o}}和影像的距離{\displaystyle d_{i}}也是相似的。
{\displaystyle {\frac {h_{o}}{h_{i}}}={\frac {d_{o}}{d_{i}}}}
這個等式可以重新寫成在圖中所提到的：
{\displaystyle {\frac {h_{o}}{h_{i}}}={\frac {d_{o}-f}{f}}}
兩邊都除以{\displaystyle d_{o}}，並且重新改寫就是製鏡方程式：
{\displaystyle {\frac {1}{d_{o}}}+{\frac {1}{d_{i}}}={\frac {1}{f}}}

## 外部連結
- Java applets to explore ray tracing for curved mirrors （页面存档备份，存于）